# Glella quebradae
Glella quebradae is een vliegensoort uit de familie van de Mythicomyiidae. De wetenschappelijke naam van de soort is voor het eerst geldig gepubliceerd in 1976 door Hall, oorspronkelijk geplaatst in het geslacht Glabellula.